# 2020年東京オリンピックのチェコ選手団
2020年東京オリンピックのチェコ選手団は、2021年7月23日から8月8日にかけて日本の首都東京で開催された2020年東京オリンピックのチェコ選手団、およびその競技結果。

## メダル
| メダル | 選手名                                            | 競技         | 種目                                 | 日付    |
| ------ | ------------------------------------------------- | ------------ | ------------------------------------ | ------- |
| 金     | イジー・リプターク                                | 射撃         | 男子トラップ                         | 7月29日 |
| 金     | イジー・プルスカベツ                              | カヌー       | 男子スラローム・カヤック（K-1）      | 7月30日 |
| 金     | ルカーシュ・クルパーレク                          | 柔道         | 男子100kg超級                        | 7月30日 |
| 金     | バルボラ・クレイチーコバー カテジナ・シニアコバー | テニス       | 女子ダブルス                         | 8月1日  |
| 銀     | ルカーシュ・ロハン                                | カヌー       | 男子スラローム・カナディアン（C-1）  | 7月26日 |
| 銀     | ダビト・コステレツキー                            | 射撃         | 男子トラップ                         | 7月29日 |
| 銀     | マルケータ・ボンドロウショバー                    | テニス       | 女子シングルス                       | 7月31日 |
| 銀     | ヤクブ・バドレイフ                                | 陸上         | 男子やり投                           | 8月7日  |
| 銅     | アレクサンデル・シュペニッチ                      | フェンシング | 男子フルーレ個人                     | 7月26日 |
| 銅     | ラデック・シュローフ ヨセフ・ドスタール           | カヌー       | 男子スプリント・カヤック（K-2）1000m | 8月5日  |
| 銅     | ビーチェスラフ・ベセリー                          | 陸上         | 男子やり投                           | 8月7日  |

## 射撃
- 4名[1]